# Seseli eriocarpum
Seseli eriocarpum är en växtart i släktet Seseli och familjen flockblommiga växter.
Arten är en perenn ört som förekommer i Kazakstan, Xinjiang och Mongoliet. Den beskrevs först som Libanotis eriocarpa av Alexander von Schrenk 1844, och fick sitt nu gällande namn av Boris Fedtjenko 1915.